# لورينز لانج
لورينز لانج (بالسويدية: Lorentz Lange)‏ هو مستكشف ودبلوماسي سويدي، ولد في 1690، وتوفي في 26 ديسمبر 1752 في إيركوتسك في روسيا.